# Polaroid (film)
Polaroid è un film del 2019 diretto da Lars Klevberg.
Film horror-soprannaturale basato sull'omonimo cortometraggio del 2015.

## Trama
La giovane Sarah e la sua amica Linda aprono una scatola con gli oggetti personali della defunta madre di Sarah: in particolare vengono colpite da una vecchia Polaroid SX-70, ottenuta ad un'asta. Linda fa una foto a Sarah con l'oggetto, per poi andar via. Sarah, rimasta da sola, nota all'interno della fotografia la presenza di un'ombra sfocata e subito dopo, seguendo dei rumori, arriva in soffitta, dove una figura terrificante la uccide.
Nei giorni a venire, l'adolescente Bird, che porta sempre con sé una sciarpa gialla per coprire una cicatrice sul collo, riceve in regalo dal suo amico Tyler la medesima polaroid comprata ad un mercatino, e sulla quale sono incise le iniziali "R. J. S.". Dopo aver fotografato Tyler, Bird rifiuta il suo tentativo di baciarla e poi se ne va dal negozio di antiquariato in cui lavorano con la polaroid. Rincasata, Bird viene raggiunta dalla sua amica Kasey, che la convince a venire con lei quella sera ad una festa in maschera organizzata dall'arrogante Avery. In seguito Bird si accorge della stessa sagoma intravista nella foto di Sarah anche in quella di Tyler. 
Kasey, dopo aver procurato a Bird un vestito da Cappuccetto Rosso, va insieme a lei alla festa insieme a Devin e Mina, una coppia piena di alti e bassi. Intanto, Tyler, mentre esamina delle fotografie, si imbatte nella malvagia entità, che lo elimina. Al party, Bird conosce Connor, un affascinante ragazzo di cui è segretamente innamorata, e, in seguito, Bird scatta un'istantanea a Devin, Mina, Kasey e Connor con la macchina. Successivamente, anche Avery si fa un selfie con la polaroid. La festa termina quando la polizia giunge sul posto per scortare Bird in centrale, dove la ragazza apprende dallo sceriffo Pembroke della morte di Tyler. 
A casa, una scioccata Bird osserva come l'indistinta macchia sulla foto di Tyler sia scomparsa e, misteriosamente, apparsa sul selfie di Avery. Infatti, dopo aver mandato via tutti dalla festa, la ragazza viene aggredita e uccisa dal mostro. La notizia della morte di Avery sconvolge parecchio Bird, specialmente perché si rende conto che la figura dalla foto della coetanea è sparita per comparire in quella degli amici. Bird tenta di sbarazzarsi della polaroid, ma il colpo datole le si ritorce contro, rendendo impossibile la sua distruzione. 
Bird allarma Devin, Mina, Kasey e Connor circa i suoi sospetti sulla macchina, ma Devin, non credendole, brucia la foto di gruppo. Tuttavia, il fuoco, propagandosi sull'immagine, divampa anche sul braccio di Mina e in parte sulla mano di Kasey, e vani sono i tentativi di Connor di fermare le fiamme con un estintore. Bird fa cessare il tutto spegnendo il fuoco dalla fotografia, che si rimargina. Mentre Devin e Kasey portano d'urgenza Mina in ospedale, Bird e Connor si recano al negozio di antiquariato per recuperare gli accessori annessi alla polaroid. Bird viene attaccata dall'entità, che però fa un passo indietro quando entra in contatto con il calore di un termosifone. 
Bird si domanda come mai l'essere ce l'abbia anche con lei dato che non si è mai scattata una foto con quella macchina del terrore, ma Connor le fa notare, nella foto di gruppo, il riflesso della giovane in una finestra. Bird e Connor, dagli articoli della polaroid, scoprono che essa è stata oggetto di una scena del crimine. Consultando dei vecchi giornali, viene fuori che 40 anni prima un uomo di nome Roland Joseph Sable, proprio come le iniziali scritte sulla macchina, era stato accusato di aver rapito e ucciso diversi ragazzi e ripreso ogni cosa con la polaroid, per poi venire abbattuto dalla polizia. Nel frattempo, dopo essere stata messa in guardia da Bird, Mina viene uccisa dall'entità, e il ritrovamento del suo corpo fa pensare ad un suicidio. Devin, sconsolato e arrabbiato, se la prende con Bird per aver fatto la fotografia che man mano li sta uccidendo. Bird, rattristata, racconta a Connor il perché indossi sempre la sciarpa gialla: anni prima, lei e suo padre furono coinvolti in un incidente d'auto, che costò la vita all'uomo, la cui morte è vista come una sua responsabilità da Bird, che porta ancora con sé i segni di quell'episodio. 
Riuniti in un locale, Bird comunica a Devin, Kasey e Connor che la creatura era stata respinta dal vapore del termosifone al negozio, proprio perché agisce come una vera fotografia, e, quindi, debole alla luce e al caldo. Devin, accecato dall'ira, cerca di fotografare Bird, così da essere uccisa dalla creatura, ma in uno scontro con Connor, Devin finisce con l'autoriprendersi accidentalmente, ed insieme i ragazzi notano la figura indistinta spostarsi dall'immagine dei 5 alla nuova di Devin. Prima che Devin possa ferire Bird, Kasey salva l'amica pugnalando con una matita la foto di Devin, che produce una ferita nella realtà. Nella colluttazione che ne segue, Devin aggredisce inavvertitamente un poliziotto: venendo sbattuto in cella. 
Alla stazione di polizia, Bird e Connor tentano di avvisare lo sceriffo Pembroke del pericolo che sta correndo Devin, ma l'uomo non crede a ciò che dicono, e anzi vieta loro di entrare nella vecchia abitazione di Roland Joseph Sable. Kasey, intanto, scopre che nella casa vive ancora la moglie dell'assassino, Lena Sable, che ha cambiato nome per ricominciare. Bird e Connor convincono la donna a raccontare la storia del marito: i due avevano una figlia, Rebecca Jane Sable, ossia la vera proprietaria della polaroid, nonché mentalmente instabile. Rebecca si attaccò morbosamente alla macchina fotografica, ragion per cui venne presa di mira da 4 bulli della scuola, che un giorno la convinsero ad uscire di casa solo per scattarle delle foto provocanti con la polaroid e farle circolare. Rebecca non superò l'accaduto e si suicidò, il che spinse il padre Roland a dare la caccia ai 4 teppisti che avevano spronato la figlia a commettere un atto così brutale; l'uomo riuscì a torturare e uccidere solo 3 di loro, mentre l'ultimo ragazzo venne salvato dalla polizia, e Roland fu ucciso a colpi di pistola con ancora la polaroid in mano. Lena spiega che, nonostante sia morto, Roland si aggira per concludere la sua vendetta e uccidere anche il ragazzo che riuscì a farla franca. Lena mostra a Bird e Connor una foto del sopravvissuto, così i due amici si danno appuntamento con Kasey a scuola per confrontarla con le foto dei vecchi annuari e individuare il superstite alla strage di Sable. Nel mentre, Devin viene assassinato dal mostro nella sua cella. 
A scuola, Bird e Connor capiscono che il ragazzo scampato all'ira di Roland è nient'altri che lo sceriffo Pembroke, che intanto li aveva seguiti. Per fermare Sable, Bird tenta di fotografare lo sceriffo, ma sarà Connor a scattargli una foto. A quel punto Pembroke rivela a Bird, Connor e Kasey la verità: non erano lui e i suoi amici l'incubo di Rebecca, bensì suo padre, che abusava sessualmente di lei e le scattò quelle foto. Pembroke e i compagni cercarono di aiutare Rebecca e impossessarsi delle foto di Roland per incriminarlo, ma l'uomo, per impedire che tutto venisse a galla, li rapì, torturandoli fino alla morte. Solo Pembroke sopravvisse, mentre Rebecca si tolse la vita per la paura. Lena Sable si era inventata tutta quella storia solo per coprire gli orrendi crimini del defunto marito. Appena svelata la verità, il demone di Sable appare e, servendosi dell'immagine di Pembroke, lo uccide barbaramente tagliandolo a metà. Kasey viene ferita dall'entità, ma Bird la mette in salvo, mentre Connor scappa dalla parte opposta delle ragazze. Bird e Kasey si rifugiano in una doccia, e usando il vapore dell'acqua calda, allontanano il mostro. Bird si dirige poi a cercare Connor, e i due concordano nel fotografare Sable in modo tale da sconfiggerlo con il suo stesso gioco. Tuttavia, Connor viene trascinato via dal demone, ma Bird si scatta una foto per salvare il ragazzo ed essere inseguita sino alla camera oscura della scuola, dove avviene lo scontro finale. 
Sable sta per uccidere Bird, ma la giovane riesce a fotografarlo appena in tempo, accartocciando la foto per metterlo fuori combattimento, poi lo annienta definitivamente bruciando la fotografia. Infine, Bird, Kasey e Connor si riabbracciano e Bird si libera per sempre della polaroid gettandola nel fiume.

## Produzione
Le riprese del film sono iniziate il 9 marzo 2017 a Halifax, Nuova Scozia.

## Distribuzione
Il film è stato originariamente programmato per uscire il 25 agosto 2017. È stato rimandato al 1º dicembre 2017 e poi al 22 novembre 2017.
Nell'ottobre 2018 Lantern Entertainment, che ha acquisito il patrimonio della Weinstein Company attraverso la sua bancarotta, e 13 Films, una società internazionale di distribuzione e finanza, ha firmato un accordo per la co-distribuzione del film a livello internazionale.